# 智利背手銀漢魚
智利背手銀漢魚，為輻鰭魚綱銀漢魚目擬銀漢魚科的其中一種，分布於東南太平洋智利及阿根廷海域，為亞熱帶海水魚，棲息在激浪區的表層水域，生活習性不明。